# Robert Glatzel
Robert Nesta Glatzel (ur. 8 stycznia 1994 w Fürstenfeldbruck) – niemiecki piłkarz grający na pozycji pomocnika w HSV.

## Kariera klubowa

### TSV 1860 Monachium
Jest wychowankiem TSV 1860 Monachium. 

### Cardiff City
31 lipca 2019 roku przeszedł z drużyny 1.FC Heidenheim do Cardiff City za kwotę 5,5 mln funtów.

### HSV
Przed sezonem 2021/22 dołączył do drużyny z Hamburga za kwotę 900 tys. funtów.

## Statystyki kariery

### Klubowe
(aktualne na dzień 12 listopada 2023)
| Klub                 | Sezon              | Liga                 | Liga  | Liga   | Puchar kraju | Puchar kraju | Europa | Europa | Inne  | Inne   | Suma  | Suma   |
| Klub                 | Sezon              | Liga                 | Mecze | Bramki | Mecze        | Bramki       | Mecze  | Bramki | Mecze | Bramki | Mecze | Bramki |
| -------------------- | ------------------ | -------------------- | ----- | ------ | ------------ | ------------ | ------ | ------ | ----- | ------ | ----- | ------ |
| TSV 1860 II          | 2012/13            | Regionalliga Bayern  | 8     | 3      | —            | —            | —      | —      | —     | —      | 8     | 3      |
| SV Heimstetten       | 2012/13            | Regionalliga Bayern  | 4     | 1      | 0            | 0            | —      | —      | —     | —      | 4     | 1      |
| Wacker Burghausen II | 2012/13            | Bayernliga Süd       | 11    | 3      | —            | —            | —      | —      | —     | —      | 11    | 3      |
| Wacker Burghausen    | 2013/14            | 3. Liga              | 4     | 0      | 0            | 0            | —      | —      | —     | —      | 4     | 0      |
| TSV 1860             | 2014/15            | Regionalliga Bayern  | 30    | 5      | —            | —            | —      | —      | —     | —      | 30    | 5      |
| FC Kaiserslautern II | 2015/16            | Regionalliga Südwest | 30    | 15     | —            | —            | —      | —      | —     | —      | 30    | 15     |
| FC Kaiserslautern II | 2016/17            | Regionalliga Südwest | 16    | 12     | —            | —            | —      | —      | —     | —      | 16    | 12     |
| FC Kaiserslautern    | 2016/17            | 2. Bundesliga        | 19    | 4      | 0            | 0            | —      | —      | —     | —      | 19    | 4      |
| FC Heidenheim        | 2017/18            | 2. Bundesliga        | 29    | 4      | 3            | 3            | —      | —      | —     | —      | 32    | 7      |
| FC Heidenheim        | 2018/19            | 2. Bundesliga        | 26    | 13     | 3            | 4            | —      | —      | —     | —      | 29    | 17     |
| FC Heidenheim        | Łącznie            | Łącznie              | 55    | 17     | 6            | 7            | 0      | 0      | 0     | 0      | 61    | 24     |
| Cardiff City         | 2019/20            | Championship         | 32    | 7      | 3            | 1            | 0      | 0      | 2     | 0      | 35    | 8      |
| Cardiff City         | 2020/21            | Championship         | 21    | 3      | 1            | 0            | 1      | 0      | 0     | 0      | 23    | 3      |
| Cardiff City         | Łącznie            | Łącznie              | 53    | 10     | 4            | 1            | 1      | 0      | 2     | 0      | 58    | 11     |
| Mainz (wyp.)         | 2020/21            | Bundesliga           | 13    | 2      | 0            | 0            | —      | —      | 0     | 0      | 13    | 2      |
| HSV                  | 2021/22            | 2. Bundesliga        | 34    | 22     | 5            | 5            | —      | —      | 2     | 0      | 41    | 27     |
| HSV                  | 2022/23            | 2. Bundesliga        | 34    | 19     | 1            | 0            | —      | —      | 2     | 0      | 37    | 19     |
| HSV                  | 2023/24            | 2. Bundesliga        | 13    | 10     | 2            | 1            | —      | —      | —     | —      | 15    | 11     |
| HSV                  | Łącznie            | Łącznie              | 81    | 51     | 8            | 6            | 0      | 0      | 4     | 0      | 93    | 57     |
| Łącznie w karierze   | Łącznie w karierze | Łącznie w karierze   | 334   | 123    | 18           | 14           | 1      | 0      | 6     | 0      | 359   | 137    |